# Георгий Романов
Георгий Михайлович Романов e роден на 13 март 1981 г. в Мадрид като първи син на Принц Франц Вилхелм Пруски и Велика княгиня Мария Владимировна Романова. Кръстен е на 6 май 1981 в Мадрид и негов кръстник е Константинос II. Георгий Михайлович е престолонаследник на руския трон.
Той е живял и във Франция и в Испания. През 1996 се премества да живее в Русия с майка си Мария Владимировна и баба си Леонида. Един от бившите бодигардове на Борис Елцин е бил назначен като преподавател на петнадесетгодишния княз.
Георгий Михайлович е обучаван в Обединеното кралство, включително и в Оксфордски университет.